# Microbrotula randalli
Microbrotula randalli är en fiskart som beskrevs av Cohen och Wourms, 1976. Microbrotula randalli ingår i släktet Microbrotula och familjen Bythitidae. Inga underarter finns listade i Catalogue of Life.